# Rasmus Windingstad
Rasmus Windingstad (* 31. Oktober 1993 in Gjøvik) ist ein norwegischer Skirennläufer. Seine stärksten Disziplinen sind Riesenslalom und Super-G.

## Biografie
Windingstad nahm ab November 2008 an FIS-Rennen teil. Erste Klassierungen im Vorderfeld erreichte er im Frühjahr 2011. Nachdem er die gesamte Saison 2011/12 verletzungsbedingt pausieren musste, gelangen ihm im Winter 2012/13 die ersten Siege in dieser Rennkategorie. Ende November 2013 begann er an Europacup-Rennen teilzunehmen. Bereits bei seinem dritten Einsatz, am 3. Dezember 2013 im Riesenslalom von Klövsjö/Vemdalen, fuhr er unter die besten zehn. Nach zwei weitere Top-10-Platzierungen, hatte er am 2. Februar 2014 sein Weltcup-Debüt, wobei re im Riesenslalom von St. Moritz im ersten Durchgang ausschied. Im weiteren Verlauf des Winters 2013/14 nahm er in Jasná an den Juniorenweltmeisterschaften teil und gewann dort die Bronzemedaille im Riesenslalom.
Am 11. März 2014 stand Windingstad als Dritter des Riesenslaloms von Soldeu erstmals auf einem Europacup-Podest und am 18. Dezember 2014 gewann er in Pozza di Fassa in derselben Disziplin sein erstes Rennen in dieser Rennserie. Seine ersten Weltcuppunkte holte er am 6. Dezember 2015 mit Platz 28 beim Riesenslalom auf der Gran Risa in Alta Badia. Trotz zwei weiteren Ergebnissen in den Punkterängen kurz darauf wurde er im restlichen Winter 2015/16 nur im Europacup eingesetzt. Dabei gelang ihm ein weiterer Podestplatz. In der Saison 2016/17 fuhr Windingstad im Weltcup nur einmal in die Punkteränge. Im Europacup hingegen erreichte er vier Podestplätze, darunter war ein Sieg im Riesenslalom von Jasná.
Nach einem verhaltenen Beginn der Saison 2017/18 stieß Windingstad mit Platz 8 im Riesenslalom von Kranjska Gora am 3. März 2018 erstmals in die Top 10 eines Weltcuprennens vor. Seine Aufwärtstendenz bestätigte er in der Weltcupsaison 2018/19 mit drei weiteren Top-10-Platzierungen. Nach zwei siebten Plätzen in den darauf folgenden Rennen in Bansko schaffte er am 9. März 2019 seine erste Weltcup-Podestplatzierung mit Platz 2 im Riesenslalom von Kranjska Gora. Der erste Weltcupsieg gelang ihm am 23. Dezember 2019 im Parallel-Riesenslalom von Alta Badia, wo er sich im Finale gegen den Deutschen Stefan Luitz durchsetzte.
Bei den Olympischen Winterspielen 2022 von Peking erreichte er im Super-G Platz 29 und schied im Riesenslalom im ersten Durchgang aus. Als Ersatzfahrer gewann er aber im Mannschaftswettbewerb gemeinsam mit Mina Fürst Holtmann, Timon Haugan, Thea Louise Stjernesund, Maria Therese Tviberg und Fabian Wilkens Solheim die Bronzemedaille.

## Erfolge

### Olympische Spiele
- Peking 2022: 3. Mannschaftswettbewerb, 29. Super-G

### Weltmeisterschaften
- Vail/Beaver Creek 2015: 31. Riesenslalom
- Åre 2019: 13. Riesenslalom, 13. Alpine Kombination
- Courchevel 2023: 5. Parallelrennen, 16. Riesenslalom
- Saalbach-Hinterglemm 2025: 32. Super-G

### Weltcup
- 3 Podestplätze in Einzelrennen, davon 1 Sieg:

| Datum             | Ort        | Land    | Disziplin             |
| ----------------- | ---------- | ------- | --------------------- |
| 23. Dezember 2019 | Alta Badia | Italien | Parallel-Riesenslalom |

- 1 Sieg in Mannschaftswettbewerben

### Weltcupwertungen
| Saison  | Gesamt | Gesamt | Super-G | Super-G | Riesenslalom | Riesenslalom | Kombination | Kombination | Parallel | Parallel |
| Saison  | Platz  | Punkte | Platz   | Punkte  | Platz        | Punkte       | Platz       | Punkte      | Platz    | Punkte   |
| ------- | ------ | ------ | ------- | ------- | ------------ | ------------ | ----------- | ----------- | -------- | -------- |
| 2015/16 | 127.   | 16     | –       | –       | 45.          | 16           | –           | –           | -        | -        |
| 2016/17 | 153.   | 5      | –       | –       | 53.          | 5            | –           | –           | -        | -        |
| 2017/18 | 98.    | 40     | 44.     | 8       | 35.          | 32           | –           | –           | -        | -        |
| 2018/19 | 36.    | 234    | 26.     | 40      | 16.          | 158          | 14.         | 36          | -        | -        |
| 2019/20 | 42.    | 171    | 42.     | 14      | 28.          | 54           | –           | –           | 2.       | 103      |
| 2020/21 | 116.   | 20     | –       | –       | 38.          | 20           | –           | –           | -        | -        |
| 2021/22 | 69.    | 114    | –       | –       | 19.          | 114          | –           | –           | -        | -        |
| 2022/23 | 33.    | 239    | –       | –       | 9.           | 239          | –           | –           | -        | -        |
| 2023/24 | 79.    | 81     | –       | –       | 26.          | 81           | –           | –           | -        | -        |

### Europacup
- Saison 2014/15: 5. Gesamtwertung, 2. Riesenslalomwertung, 3. Kombinationswertung
- Saison 2016/17: 9. Gesamtwertung, 4. Riesenslalomwertung
- 11 Podestplätze, davon 2 Siege:

| Datum             | Ort            | Land     | Disziplin    |
| ----------------- | -------------- | -------- | ------------ |
| 18. Dezember 2014 | Pozza di Fassa | Italien  | Riesenslalom |
| 8. Februar 2017   | Jasná          | Slowakei | Riesenslalom |

### Juniorenweltmeisterschaften
- Jasná 2014: 3. Riesenslalom, 4. Teamwettbewerb, 7. Super-Kombination, 9. Slalom, 30. Super-G

### Weitere Erfolge
- 6 norwegischer Meistertitel (Super-G 2018, Riesenslalom 2018 und 2019, Kombination 2017–2019)
- 1 Podestplatz im Nor-Am Cup
- 4 Podestplätze im South American Cup, davon 1 Sieg
- 8 Siege in FIS-Rennen